# دونالد والدهاوس
دونالد والدهاوس (1895 – 17 أبريل 1975) هو مبارز بالسيف من الولايات المتحدة راحل، مثّل بلاده في الألعاب الأولمبية الصيفية 1924.

## روابط خارجية
دونالد والدهاوس على موقع أوليمبيديا (الإنجليزية)